# Лагув (Лодзинське воєводство)
Лагув (пол. Łagów) — село в Польщі, у гміні Лишковиці Ловицького повіту Лодзинського воєводства.
Населення — 112 осіб (2011).
У 1975-1998 роках село належало до Скерневицького воєводства.

## Демографія
Демографічна структура станом на 31 березня 2011 року:
|          | Загалом | Допрацездатний вік | Працездатний вік | Постпрацездатний вік |
| -------- | ------- | ------------------ | ---------------- | -------------------- |
| Чоловіки | 57      | 5                  | 43               | 9                    |
| Жінки    | 55      | 9                  | 29               | 17                   |
| Разом    | 112     | 14                 | 72               | 26                   |